# Изложба „Млади 1982—1983” (1983)
Изложба „Млади 1982—1983” се одржала у периоду од 4. до 29. октобра 1983. године у галерији Удружења ликовних уметника Србије, улици Масарикова 4.

## Управни одбор
Управни одбор су чинили:
- Љиљана Симовић, председник
- Горан Гвардиол, секретар
- Гојко Варда
- Бора Иљовски
- Стеван Кнежевић
- Даница Масниковић
- Светлана Павловић Џиндо
- Љубинка Савић Граси
- Марија Сараз Такач
- Милан Станковић
- Љиљана Трајковић
- Мира Орлић Пешић
- Зоран Гребенаровић
- Петар Ђурђевић
- Веселин Драшковић
- Александар Антић

## Излагачи
1. Александар Антић
2. Јармила Вешовић
3. Борут Вилд
4. Зоран Гребенаровић
5. Антонија Драгутиновић
6. Веселин Драшковић
7. Игор Драгичевић
8. Петар Ђурђевић
9. Синиша Жикић
10. Станко Зечевић
11. Ранка Лучић Ранковић
12. Душан Јевтовић
13. Срђан Јовановић
14. Душан Јуначков
15. Слободан Крстић
16. Дијана Кожовић
17. Ева Мрђеновић
18. Тафил Мусовић
19. Мира Орлић
20. Миодраг Петровић
21. Мице Попчев
22. Светлана Раденовић
23. Љиљана Стојановић
24. Ана Танић
25. Милош Шкрбовић